# Валтер Зенга
Валтер Зенга (итал. Walter Zenga; Милано, 28. април 1960) италијански је фудбалски тренер и бивши играч који је играо на позицији голмана.

## Играчка каријера

### Клубови
Фудбалску каријеру започео је са 17 година у Интеру, али је наредне три сезоне провео бранећи у нижеразредним тимовима Салернитани (Серија Ц1), Савони (Ц2) и Сан Бенетезеом (Ц1) са којим је успео да се пласира у виши ранг такмичења 1982.
Исте године Зенга се враћа у Интер где је провео наредних 12 сезона. Био је незаменљив на голу и један од кључних шрафова у Интеровој машинерији која је освојила титулу 1989. године (играо је у генерацији са некадашњим тренером Партизана Лотаром Матеусом), Суперкуп Италије 1989, као и Куп УЕФА 1991. и 1994. године.
Уследио је нови одлазак са Сан Сира. Наредне две сезоне Зенга је провео на голу Сампдорије, а каријеру у италијанском фудбалу окончао је у друголигашу Падови 1997. године. Укупно је бранио на 360 утакмица у Серији А, 160 у националном купу и евро куповима.
Валтер Зенга бранио је и ван Италије. Био је један од првих великана европског фудбала који је наступао у америчкој МЛС лиги. Бранећи за Њу Ингланд Револушн Зенга остварио је најбољи резултат у историји клуба освајањем другог места.
Први пут Валтер Зенга престао је активно да се бави фудбалом 15. јануара 1998. године. Одлуку је образложио жељом да више времена проведе са породицом и посвети се глумачкој каријери. Улога у мини серији 'Панареа', где му је партнерка била његова тадашња девојка Оара Борсели, био је за сада Зенгин глумачки максимум.
Повратак фудбалу уследио је 28. октобра 1998. године. Валтер Зенга именован је за играча-менаџера Њу Ингланд Револушна. Нешто мање од године касније Зенга напушта клуб и враћа се у Европу.

### Репрезентација
За репрезентацију Италије бранио је 58 пута, а на 38 мечева није примио гол. На Светском првенству 1986. године био је резерва, а четири године касније на Мундијалу у Италији био је први голман 'азура' када је освојено треће место.
Последњу утакмицу за национални тим одиграо је на стадиону 'Фоксборо' против Републике Ирске 4. јуна 1992. године.

## Тренерска каријера
Тренерску каријеру у Европи започео је у Румунији. После Национала из Букурешта, са којим је 2003. стигао до финала купа, постао је тренер Стеауе. Успео је са бившим прваком Европе да се пласира у Лигу купа УЕФА елиминисавши Валенсију. Иако је отишао из клуба два кола пре краја националног првенства због сукоба са председником, Валтер Зенга имао је кључну улогу у освајању титуле првака Румуније.
У јулу 2005. Зенга је постао тренер Црвене звезде. Био је први странац на клупи црвено-белих. Са Звездом је освојио „дуплу круну" 2006. године, а клуб су секунде делиле од презимљавања на европској сцени, након шокантно примљеног гола против Стразбура у последњем колу Лиге купа УЕФА.
Зенга је касније водио турски Гацијантеп, Ал Аин (Уједињени Арапски Емирати), Динамо из Букурешта, Катанију и Палермо у Италији, а из домовине се поново вратио на Блиски исток: Ал Наср, Ријад (Саудијска Арабија), Ал Наср, Дубаи (УАЕ).
Дана 4. јуна 2015. године Зенга је постављен за новог тренера Сампдорије, клуба у коме је провео две сезоне играчке каријере, као замена за Синишу Михајловића, који је преузео Милан. Након пораза од Фјорентине од 2:0, Зенга је у новембру 2015. године добио отказ, јер је клуб након 12 одиграних утакмица у Серији А заузимао десето место на табели, са само једном победом у последњих 7. кола.
Зенга је 30. јула 2016. постављен за тренера Вулверхемптона, који је тада био члан Чемпионшипа, другог ранга енглеског фудбала. Отказ у Вулверхемптону, Зенга је добио након мање од три месеца проведена на клупи, где је на 14 утакмица остварио свега четири победе. Последњи пораз на домаћем терену од Лидса резултатом 0:1, коштао је Зенгу посла.
Након више од годину дана без тренерског посла, Зенга је нови ангажман имао у Кротонеу, који га је именовао за тренера 8. децембра 2017. године, где је заменио Давида Николу, који је дао оставку. Кротоне који је претходне сезоне у задњем колу изборио опстанак у Серији А, поново се нашао у ситуацији да се у последњем колу одлучује о његовом прволигашком статусу. Захваљујући поразу од Наполија од 2:1 и победама директних конкурената, Кротоне је сезону окончао на 18. месту и тако је испао у Серију Б. Пораз од Наполија је била Зенгина последња утакмица на клупи Кротонеа, пошто је уговор потписао до краја сезоне.
У марту 2020. године Зенга је постављен за тренера Каљарија, али је његов деби у новом клубу одложен због пандемије и мера које су донете поводом ње. Прву утакмицу на клупи Каљарија Зенга је имао тек 20. јуна. Зенга је добио отказ у августу 2020. године, након 13 утакмица, где је остварио учинак од 3 победе, 4 нерешена сусрета и 6 пораза, а заменио га је Еузебио Ди Франческо.

## Трофеји

### Као играч
- Серија А : 1988/89
- Суперкуп Италије : 1989
- Куп УЕФА : 1990/91, 1993/94

### Као тренер
Стеауа
- Прва лига Румуније : 2004/05

Црвена звезда
- Прва лига Србије и Црне Горе : 2005/06
- Куп Србије и Црне Горе : 2005/06

### Индивидуални
- Фудбалер године у Серији А : 1987
- Најбољи голман године по ИФФХС-у : 1989, 1990, 1991
- Најбољи европски голман : 1990
- ФК Интер галерија славних : 2018[17]

## Занимљивости
Зенга је 2018. године, као први голман коме је припала таква част, уврштен у Интерову Галерију славних.
Током каријере познат је био и под надимком Спајдермен (итал. L'Uomo Ragno, енгл. Spiderman).